# Olaf V de Noruega
Olaf V de Noruega (Londres, 1903 - Oslo, 1991) fou cap d'Estat i rei de Noruega des de l'any 1955 i fins a la seva mort. Olav fou el segon rei de Noruega des que l'any 1905 es constituí en país independent.

## Biografia
Nascut el 2 de juliol de l'any 1903 a Londres, era fill del príncep Carles de Dinamarca i de la princesa Maud del Regne Unit. Amb el pas del temps el seu pare esdevindria el rei Haakon VII de Noruega. Olav era net per via paterna del rei Frederic VIII de Dinamarca i de la princesa Lluïsa de Suècia, i per via materna del rei Eduard VII del Regne Unit i de la princesa Alexandra de Dinamarca. Haakon i Maud eren cosins germans.
L'any 1906 el príncep Carles fou elegit rei de Noruega i Olav abandonà el títol de príncep de Dinamarca i adoptà el títol de príncep hereu de Noruega amb el tractament d'altesa reial. Olav es convertí en el primer príncep hereu educat al país escandinau.
L'any 1924 es graduà a l'Acadèmia Militar noruega i seguidament estudià dret i ciències econòmiques al Balliol College de la Universitat d'Oxford.

## Núpcies i descendents
El 21 de març de l'any 1929 contragué matrimoni amb la princesa Marta de Suècia, filla del príncep Carles de Suècia i de la princesa Ingeborg de Dinamarca. Establerts al Palau de Skaugum, prop d'Oslo, tingueren tres fills:
- SAR la princesa Ragnhild de Noruega, nascuda a Oslo el 1930. Es casà morganàticament amb Erling Sven Lorentzen l'any 1953. Morí l'any 2012 a Rio de Janeiro.
- SAR la princesa Àstrid de Noruega, nascuda el 1932 a Oslo. Es casà morganàticament amb Johan Martin Ferner l'any 1961.
- SM el rei Harald V de Noruega, nat a Oslo el 1937. Casat des de 1968 amb Sònia Haraldsen. És rei de Noruega des de 1991.

Amb l'ocupació nacionalsocialista del país l'any 1940, la família reial noruega hagué d'empendre el camí de l'exili. Olav i el seu pare s'instal·laren a Londres a la cort del rei Jordi VI del Regne Unit, cosí d'Olav, i Marta i els seus fills anaren als Estats Units. Olav adoptà un rol important en l'alliberament del país l'any 1944.
L'any 1957 accedí al tron noruec, iniciant un regnat de més de trenta anys, temps en què esdevingué enormement popular i fou conegut amb el nom de Rei del Poble. Enamorat de la conducció, durant la crisi del petroli, quan el govern noruec prohibí l'ús de vehicles privats i potencià el transport públic, Olav seguí les ordres del govern i anà a esquiar amb el tramvia. En el moment de pagar el bitllet, el conductor li digué que al reconeixe'l la gent ja li havia pagat. Una altra vegada un periodista li preguntà si sentia por, i ell afirmà: "Per què hauria de tenir por, jo? Tinc 4 milions de guardaespatlles", referint-se al poble de Noruega.
Els dies previs a la seva mort, el mes de gener de 1991, milers de manifestants al voltant del Palau Reial demostraren l'enorme afecte per al Rei i per a la institució monàrquica. L'any 2005 fou declarat "noruec del segle" per un 41% dels vots.
Posteriorment a la seva mort han sorgit dubtes al voltant de la paternitat d'Olav, atribuïda en un llibre a un metge de la cort anglesa amb qui la reina Maud havia mantingut una relació extramatrimonial.

## Guardons
Orde Olímpic d'or